# Elaenia gigas
Elaenia gigas là một loài chim trong họ Tyrannidae.